# VHD (파일 포맷)
가상 하드 디스크(Virtual Hard Disk, VHD)는 버추얼 PC 2004 (커넥틱스사가 개발)와 마이크로소프트사의 버추얼 서버 2005 R2에 쓰이는 기술이다. 2005년 6월 이후로 마이크로소프트사는 VHD 이미지 포맷 규격을 만들어 마이크로소프트 오픈 규격 약정 하에 서드파티에게 제공하고 있다.
VHD 포맷은 완전한 가상 머신 운영 체제와 응용 프로그램 스택을 하나의 파일에 캡처한다.
VHD 포맷은 하이퍼 V라 불리는 하이퍼바이저 기반의 가상화 기술을 포함하고 있는 윈도우 서버 2008에도 사용된다. 하이퍼-V는 오프라인으로 VHD를 이용함으로써 가상 머신을 증명하지 않고도 관리자에게 VHD 안의 파일을 안전하게 접근할 수 있는 기능을 제공한다. 그뿐 아니라 일부 오프라인 관리 작업을 수행할 수 있는 기능도 제공한다.

## 지원 포맷
VHD는 네이티브 호스트 파일 시스템에 상주하는 파일로 추가된다. 다음의 VHD 포맷은 마이크로소프트 버추얼 PC와 버추얼 서버가 지원한다.
- 고정 하드 디스크 이미지
- 동적 하드 디스크 이미지
- 차별화된 하드 디스크 이미지

## VFD
가상 플로피 디스크(Virtual Floppy Disk, VFD)는 Microsoft Virtual PC, Microsoft Automated Deployment Services, Microsoft Virtual Server 2005에 쓰이는 관련 파일 포맷이다.

## VHDX
가상 하드 디스크 v2(VHDX)는 VHD의 뒤를 잇는 포맷이다. VHD이 2048 GB라는 용량 제한이 있는 반면, VHDX는 64 TB의 용량 제한이 있다. 이 새로운 포맷의 디스크 이미지의 경우 파일 확장자는 vhd 대신 vhdx를 사용한다. VHDX는 전원 실패를 보호하며 하이퍼V에 사용된다. VHDX는 VHD처럼 마운트가 가능하다.

## 잠재적인 목적
- VHD와 호스트 파일 시스템 사이의 파일 이동
- 백업 및 복구
- 바이러스 진단 및 보안
- 이미지 관리 및 패치
- 디스크 변환 (물리 디스크의 내용을 가상 디스크로, 등)
- 수명 관리

## 같이 보기
- 섬유 채널
- iSCSI